# 沃爾多 (堪薩斯州)
沃爾多（英語：Waldo）是一個位於美國堪薩斯州拉塞爾縣的城市。

## 地方資料
根據2020年美國人口普查的數據，沃爾多的面積為0.97平方千米，當中陸地面積為0.97平方千米，而水域面積為0.00平方千米。當地共有人口30人，而人口密度為每平方千米30.93人。